# Marcus Santos
Marcus Vinícius Teixeira Soares dos Santos (Ilha do Governador, Rio de Janeiro, 17 de abril de 1979) é um ex-atleta de artes marciais mistas (MMA) e político luso-brasileiro. Atualmente, desempenha as funções de deputado à Assembleia da República (AR) e vice-presidente da comissão política distrital do Porto do partido CHEGA. Em janeiro de 2024, foi anunciado pelo presidente do CHEGA, André Ventura, que seria o candidato número quatro pelo circulo eleitoral do Porto nas eleições legislativas de 2024, tendo acabado por ser um dos 50 deputados eleitos pelo partido à AR.
Marcus é natural do Rio de Janeiro e filho de um pai militar e de uma mãe doméstica. Ele também é ex-atleta de MMA e tem um ginásio, onde dá aulas do desporto. Saiu do Brasil aos 18 anos para morar nos Estados Unidos. Nos Estados Unidos foi detido duas vezes por “violação das regras da imigração”. A primeira em 28 de dezembro de 2004 e a segunda em 2 de fevereiro de 2005. Estabeleceu-se em Portugal em 2009, onde casou com uma portuguesa e teve um filho. Desde então, adquiriu nacionalidade portuguesa.